# Planète-hycéan

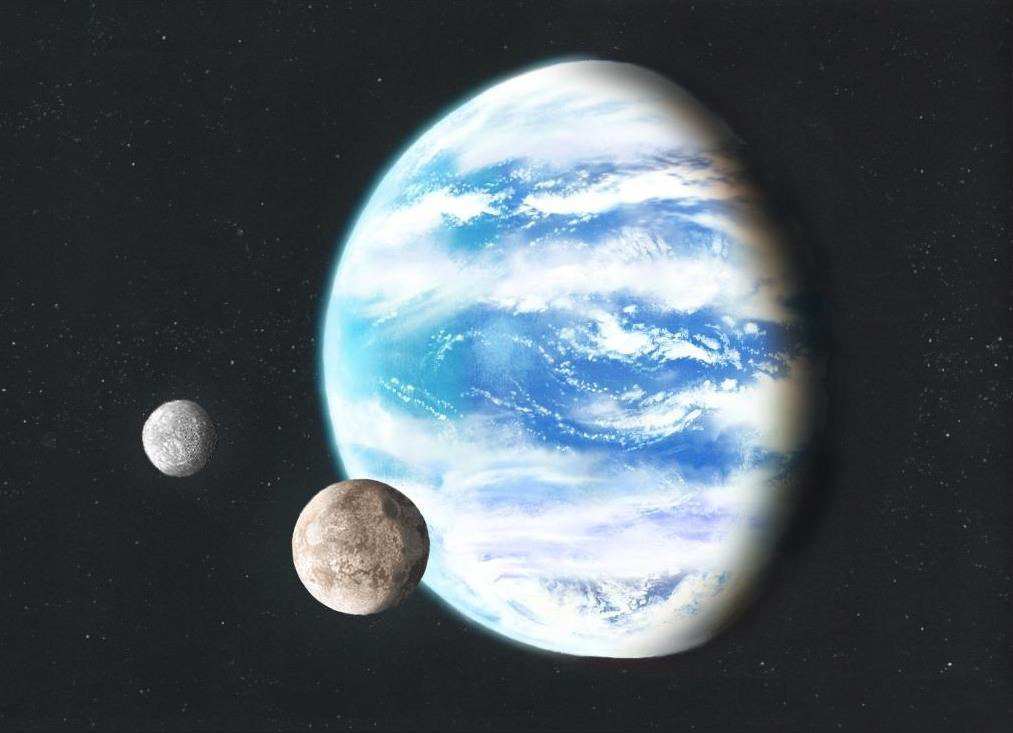
Vue d'artiste d'une planète-hycéan accompagnée de deux satellites naturels.

Une planète-hycéan ou planète hycéanique (ou encore, sans cohérence étymologique, hycéenne) — des mots « hydrogène » et « océan(ique) » — est un type hypothétique de planète habitable décrite comme une planète chaude, recouverte d'eau et dotée d'une atmosphère riche en hydrogène qui est potentiellement capable d'abriter la vie,. Selon les chercheurs, les planètes hycéaniques, d'après leur densité planétaire, peuvent inclure des super-Terres rocheuses ainsi que des mini-Neptunes (telles que K2-18 b et TOI-1231 b),, et, par conséquent, elles devraient être nombreuses parmi les exoplanètes.
Les planètes hycéaniques peuvent être significativement plus grandes que les estimations précédentes concernant les planètes habitables, leurs rayons ateignant 2,6 R⊕ (2,3 R⊕[Quoi ?]) pour une masse de 10 M⊕ (5 M⊕). De plus, la zone habitable (ZH) de ces planètes peut être significativement plus large que celle d'une planète de type terrestre. La température d'équilibre planétaire associée peut atteindre environ 500 K (226,85 °C) pour les planètes orbitant autour d'une naine brune.
De plus, les planètes à rotation synchrone peuvent être des mondes de type « hycéaniques sombres » (Dark Hycean) (« conditions habitables uniquement sur leur face cachée en permanence ») ou des mondes « hycéaniques froids » (Cold Hycean ; impliquant une « irradiation négligeable »). Les planètes hycéaniques pourraient bientôt être étudiées pour rechercher des biosignatures par des télescopes terrestres ainsi que le télescope spatial James Webb (JWST), dont le lancement a eu lieu en 2021.

## Histoire
La notion de planète hycéanique a été présentée pour la première fois en août 2021 par des astronomes de l'Institut d'astronomie de l'université de Cambridge, sur la base d'études portant sur les atmosphères des planètes, les densités et les propriétés associées (masses, rayons et températures), y compris l'habitabilité potentielle, ainsi que les zones habitables liées aux étoiles hôtes et la capacité de détecter les biosignatures dans de tels mondes.